# Elben
 Der er for få eller ingen kildehenvisninger i denne artikel, hvilket er et problem. Du kan hjælpe ved at angive troværdige kilder til de påstande, som fremføres i artiklen.

Floden Elben (tjekkisk: Labe, tysk: die Elbe) er en 1.091 km lang flod i Nord- og Centraleuropa, der udspringer i Tjekkiet, og passerer gennem Dresden, Magdeburg og Hamborg i Tyskland, før den løber ud i Nordsøen nær Cuxhaven.
Elben udgjorde fra 1945 til 1989 en del af grænsen mellem Forbundsrepublikken Tyskland (Vesttyskland) og Den Tyske Demokratiske Republik (Østtyskland). På grund af den forholdsvis uforstyrrede natur i grænseområdet kunne der udvikle sig nogle miljømæssigt særdeles værdifulde og bevaringsværdige naturområder.
Under oversvømmelseskatastrofen i sommeren 2002 blev Dresden oversvømmet. Det førte til planer om at udvide flodområdet ved at trække digerne tilbage, hvorved der skabes større oversvømmelsesbuffere, der kan formindske faren for de store oversvømmelser.
Floden Moldau (Vltava), der er ca. 430 km lang og løber gennem Prag, løber sammen med Elben ved byen Melnik, der ligger 35 km nord for Prag, og er på dette sted mere vandrig end Elben og det fremtræder mere som to hovedfloder, der løber sammen end en biflod.   
I modsætning til Rhinen spiller Elben ingen stor rolle i den tyske nationaldigtning, fordi den ikke strømmer gennem omstridte områder. Rhinen er også mere betydningsfuld, hvad indenlandsk vandtransport angår.
I bronzealderen var Elben en vigtig handelsrute, da det var nemt at ro imod den svage strøm.
I 1214 overdrog den tyske kejser Frederik 2. alt land nord og øst for Elben til Valdemar Sejr

## Forløb
Elben udspringer fra kilderne Weisswasser og Elbseifen og flere andre på Riesengebirges sydskråning i Böhmen, ca. 1.400 meter over havet. Ved Hohenelbe (484 m over havet) forlader den bjergene og slynger sig i en mægtig, mod syd vendt bue gennem det nordlige Böhmen uden dog at fjerne sig langt fra de nordlige randbjerge. Ved Melnik optager den i venstre bred Moldau, der fra Böhmerwald gennemløber hele Böhmen fra syd til nord og er mere vandrig end hovedfloden. Efter endnu i venstre bred at have optaget Eger fra Fichtelgebirge vender Elben sig mod nord og gennembryder de bøhmiske mellembjerge og der efter sachsisk Schweiz i en smuk, romantisk dal, indtil den ved Pirna træder ind i den kedelformede dal omkring Dresden; dens bredder er her omgivne af smukke højder, bedækkede med landsteder, vinbjerge og landsbyer. Mellem Dresden og Meissen løber Elben i en dybt nedskåret dal med stejle bredder, men herefter tilhører den udelukkende lavlandet. Dens hovedretning er mod nordvest, men efter at have optaget Schwarze Elster i højre bred ovenfor Wittenberg bøjer den mod vest for at komme uden om Flämings højderyg, den forstærker sig her i venstre bred med Mulde fra Erzgebirge og Saale fra Thüringer Wald. Fra Magdeburg får Elben en nordlig retning, indtil den neden for Havelburg i højre bred optager den betydelige biflod Havel, der sammen med sin biflod Spree danner afløbet for udstrakte egne mellem Elben og Oder. Fra nu af bibeholdes den nordvestlige retning indtil udløbet, og Elben danner her grænsen mellem det baltiske søplateau mod nordøst og Lüneburger Heide mod sydvest, eller mellem de historiske landområder Mecklenburg og Holsten på højre bred og Hannover på den venstre. I højre bred modtager Elben her Elde og Sude, der afvander nogle af Mecklenburgs søer, i venstre bred Aland, Jeetzel og Ilmenau. 12 km oven for Hamborg deler Elben sig i to: Norderelbe på sin vej til Hamborg modtager tilløb fra marsklandskabet Vierlande, mens Süderelbe flyder forbi Hamborg og her deler sig i flere arme. Mellem Norderelbe og Süderelbe ligger den store ø Wilhelmsburg og mange mindre øer. Neden for Hamborg ved Blankenese er alle armene genforenede, og den er blevet omkring 3 km bred. Derfra udvider floden sig mere og mere, og ved Cuxhaven, hvor den udmunder i Nordsøen, er den 15 km bred. I den nederste del af sit løb optager Elben en mængde små tilløb, således i højre bred Bille og Alster (ved Hamborg), Pinnau og Stør, i venstre bred Oste. Allerede oven for Hamborg begynder på begge bredder det rige marskbælte, som ledsager floden indtil mundingen. 
Højvandet, der ved Cuxhaven er ca. 3 m, ved Hamborg ca. 1,8 m, når forbi Hamborg helt op til Geesthacht, i alt 165 km. 

## Overgange
Elben krydses af følgende færger fra Prag til Cuxhaven:
| Fra                       | Til                   | Sæson            |
| Dolní Žleb                | Labská Stráň          |                  |
| Schöna                    | Hřensko               | December-Oktober |
| Hirschmühle               | Schmilka              | Helårlig         |
| Krippen                   | Postelwitz            | Helårlig         |
| Krippen Fähre             | Bad Schandau Elbkai   | Helårlig         |
| Bad Schandau Bahnhof      | Elbkai                | Helårlig         |
| Königstein                | Halbestadt            | Helårlig         |
| Oberrathen                | Niederrathen          | Helårlig         |
| Pötzscha                  | Stadt Wehlen          | Helårlig         |
| Pirna                     | Copitz                | Helårlig         |
| Heidenau                  | Birkwitz              | Helårlig         |
| Dresden Kleinzschachwitz  | Pillnitz              | Helårlig         |
| Dresden Laubegast         | Niederpoyritz         | Helårlig         |
| Dresden Johannstadt       | Neustadt              | Helårlig         |
| Coswig Gauernitz          | Kötitz                | Helårlig         |
| CoswigCoswig Scharfenberg | Brockwitz             | April-September  |
| Kleinzadel                | Niedermuschütz        | Marts-Oktober    |
| Niederlommatzsch          | Diesbar-Seußlitz      | Marts-Oktober    |
| Riesa                     | Promnitz              | Marts-Oktober    |
| Strehla                   | Lorenzkirch           | Marts-Oktober    |
| Mühlberg                  |                       | Helårlig         |
| Belgern                   |                       | Helårlig         |
| Dommitzsch                | Prettin               | Helårlig         |
| Pretzsch                  |                       | Helårlig         |
| Elster                    |                       | Helårlig         |
| Coswig                    |                       | Helårlig         |
| Brambach                  |                       |                  |
| Aken                      |                       | Helårlig         |
| Breitenhagen              | Tochheim              | Helårlig         |
| Barby                     | Ronney                | Helårlig         |
| Westerhüden               | Kreuzhorst            | April-November   |
| Magdeburg                 | Buckau                | April-November   |
| Rogätz                    | Schartau              | Helårlig         |
| Grieben                   | Ferchland             | Helårlig         |
| Sandau                    |                       | Helårlig         |
| Werben                    | Räbel                 | Helårlig         |
| Schnackenburg             | Lütkenwisch           | Helårlig         |
| Pevestorf                 | Lenzen                | Helårlig         |
| Hitzacker                 | Bitter                | Maj-Oktober      |
| Darchau                   | Neu Darchau           | Helårlig         |
| Brackede                  | Boizenburg            | ikke dagligt     |
| Hoopte                    | Hamburg Zollenspieker | Marts-November   |
| Lühe                      | Schulau               | Helårlig         |
| Wischhafen                | Glückstadt            | Helårlig         |
| Kanalfähre Brunsbüttel    |                       | Helårlig         |
| Cuxhaven                  | Brunsbüttel           | Maj-Oktober      |